# Гней Домиций Калвин Максим
Вижте пояснителната страница за други личности с името Гней Домиций Калвин.
Гней Домиций Калвин Максим (на латински: Cneus Domitius Calvinus Maximus) e политик на Римската република през 3 век пр.н.е. и произлиза от клон Калвин на фамилията Домиции.
През 304 пр.н.е. той e едил. През 283 пр.н.е. е консул с Публий Корнелий Долабела и се бие против съюзените луцани, брути, тарентини, етруски, гали, умбри и самнити.
През 280 пр.н.е. е избран за диктатор. Той става цензор заедно с Луций Корнелий Сципион Барбат.